# ホルヘ・ルイス・オヘダ
コケ・ベガス（Koke Vegas）ことホルヘ・ルイス・オヘダ（Jorge Ruiz Ojeda、1995年9月27日 - ）は、スペイン・アンダルシア州マラガ県アンテケーラ出身のサッカー選手。RCDマヨルカ所属。ポジションはフォワード。

## 経歴
2011年、ビジャレアルCFとアストン・ヴィラFCのトライアルを受けたのち、RCDエスパニョールのユースチームに加入した。2013年にはBチームに昇格。
2015年7月2日、レバンテUDのリザーブチームに入った。2016年9月4日にデビューするも出場機会に乏しく、2017年8月30日にCDアルコヤーノに期限付き移籍した。しかし翌年1月16日にはレバンテに復帰している。
2019年7月16日、デポルティーボ・ラ・コルーニャに期限付き移籍をするも出場機会を得られず、2020年1月31日にオイエル・オラサバル・パレデスがエスパニョールに移籍したためレバンテに呼び戻された。